# Castellarano
Castellarano é uma comuna italiana da região da Emília-Romanha, província de Reggio Emilia, com cerca de 11.605 habitantes. Estende-se por uma área de 57 km², tendo uma densidade populacional de 204 hab/km². Faz fronteira com Baiso, Casalgrande, Prignano sulla Secchia (MO), Sassuolo (MO), Scandiano, Viano.

## Demografia
| Variação demográfica do município entre 1861 e 2011                               |
|                                                                                   |
| Fonte: Istituto Nazionale di Statistica (ISTAT) - Elaboração gráfica da Wikipedia |